# Maria Lúcia Amary
Maria Lúcia Cardoso Pinto Amary (Santos, 18 de abril de 1951) é advogada com mestrado em direito constitucional e administrativo pela PUC-SP, professora e política brasileira. Exerce o sexto mandato consecutivo como deputada estadual e consagrou-se como a primeira mulher a estar à frente de um partido político em Sorocaba ao presidir o PSDB em 1995, partido político que é filiada há mais de 30 anos.

## História
A então primeira dama de Sorocaba, casada com Renato Amary, Maria Lúcia candidatou-se a deputada estadual em 1998, porém não conseguiu se eleger, obtendo 27.664 votos. Tornou-se a candidata mulher a Assembleia Legislativa mais votada da história de Sorocaba, número que quebrou novamente em 2002, 2006 e por fim em 2014. Nas Eleições de 2002 foi eleita deputada estadual com 75.456 votos. Nas Eleições de 2006 conseguiu a reeleição com 117.212 votos, votação expressiva pela "dobradinha" com seu então marido Renato Amary, que obteve 188.331 votos. e novamente nas Eleições de 2010 com 67.804 votos. Nas Eleições de 2014 obteve 68.350 votos na cidade e 120.308 no estado, tendo sido reeleita para seu terceiro mandato. A expressiva votação deu-se sobretudo por uma nova "dobradinha", desta vez com Vitor Lippi.
Na Assembleia Legislativa, tem marcado sua atuação com apresentação de projetos em defesa dos direitos da mulher e da família, como o que propõe tratamento de infertilidade para a mulher carente, que cria o Programa de Qualidade de Vida da Mulher no climatério, o Deus na Escola, que visa estimular os alunos a buscarem princípios fundamentais como valorização do ser humano e respeito pela vida, e o que cria o Programa de Saúde da Mulher Detenta.
Maria Lúcia é autora da Lei que cassa estabelecimentos que estiverem vendendo bebida alcoólica para menores de 18 anos, da Lei que garante o atendimento especial às mulheres vítimas de violência sexual e da Lei que permite protestar dívidas de aluguel e condomínio. É coordenadora da Frente Parlamentar de Combate aos Motoristas Criminosos e da Frente Parlamentar para desoneração tributária de medicamentos. Também foi eleita vice-coordenadora da Frente Parlamentar pela Regularização Fundiária, Urbana e Rural no Estado de São Paulo.
É autora da proposta de criação do Estatuto da Mulher Paulista, compilação e consolidação de todas as leis paulistas vinculadas à mulher.
Em seu terceiro mandato, Maria Lúcia é presidente da Comissão de Constituição e Justiça da Assembleia Legislativa, integra a Comissão de Finanças e Orçamento e foi relatora do orçamento.
Foi líder da bancada do PSDB e vice-líder do governo. Atualmente é presidente do PSDB de Sorocaba.
Entre os anos de 2003 e 2010, Maria Lúcia presidiu o Secretariado Estadual das Mulheres Tucanas e foi vice-presidente do Secretariado Nacional.

## Homenagens e reconhecimentos
Recebeu a Medalha Ruth Cardoso, uma das mais importantes homenagens a quem dedica sua vida à luta pelos direitos das mulheres. Também recebeu a Medalha Lauro Ribas Braga pelo Rotary Club de São Paulo, a Medalha Amigo da Marinha e o Colar Evocativo do Jubileu de Brilhante da Revolução Constitucionalista de 1932 pelo Instituto Histórico, Geográfico e Genealógico de Sorocaba.
Maria Lúcia recebeu também o Selo Senac pela implantação do Programa de Educação para o Trabalho e foi condecorada com a Medalha Brigadeiro Tobias, a mais importante da Polícia Militar, pela atuação no Programa Educacional de Resistência às Drogas e à Violência (Proerd). A deputada também recebeu o Troféu João de Camargo, entregue a pessoas que se destacaram no trabalho social e o Prêmio Baltasar Fernandes, pela contribuição com o desenvolvimento da cidade de Sorocaba. A parlamentar recebeu também o título de Embaixadora da Paz concedido pela Universal Peace Federation - UPF, pelo trabalho que desenvolve pela paz e justiça social e foi reconhecida como representante da Política Feminina na cidade de Sorocaba por seu trabalho parlamentar, recebendo a comenda de honra Embaixadora de Sorocaba pelo Convention Bureau.
Recebeu o título de cidadã de 18 cidades do Estado de São Paulo: Sorocaba, Votorantim, Capão Bonito, Alumínio, Bofete, Sarapuí, Itararé, São Miguel Arcanjo, Pilar do Sul, Piedade, Quadra, Conchas, Guapiara, Mairinque, Angatuba, Boituva, Porto Feliz e Campos do Jordão.

## Desempenho em eleições
| Ano  | Eleição               | Coligação                    | Partido | Candidata a       | Votos         | Votos em Sorocaba | Resultado  |
| ---- | --------------------- | ---------------------------- | ------- | ----------------- | ------------- | ----------------- | ---------- |
| 1998 | Estadual de São Paulo | PTB, PSD, PSDB               | PSDB    | Deputada Estadual | 27.664 (136ª) | 18.327 (3ª)       | Suplente   |
| 2002 | Estadual de São Paulo | PSDB, PFL, PSD               | PSDB    | Deputada Estadual | 75.456 (49ª)  | 49.639 (2ª)       | Eleita     |
| 2006 | Estadual de São Paulo | PSDB, PFL                    | PSDB    | Deputada Estadual | 117.212 (17ª) | 66.179 (1ª)       | Eleita     |
| 2010 | Estadual de São Paulo | DEM, PSDB                    | PSDB    | Deputada Estadual | 67.804 (84ª)  | 33.457 (3ª)       | Eleita     |
| 2014 | Estadual de São Paulo | PSDB, DEM, PPS, PRB          | PSDB    | Deputada Estadual | 120.308 (29ª) | 68.350 (1ª)       | Eleita     |
| 2018 | Estadual de São Paulo | PSDB, PSD, DEM, PP, PRB      | PSDB    | Deputada Estadual | 70.743 (59ª)  | 29.806 (3ª)       | Eleita     |
| 2020 | Municipal de Sorocaba | PSDB, Podemos, REDE, PMN, PV | PSDB    | Prefeita          | —             | 45.549 (4ª)       | Não Eleita |
| 2022 | Estadual de São Paulo | Federação PSDB Cidadania     | PSDB    | Deputada Estadual | 66.956 (82ª)  | 24.879 (3ª)       | Eleita     |